# Wuxi (häradshuvudort)
Wuxi (kinesiska: Ch’i-yang, Ch’i-yang-ch’eng, Ch’i-yang-hsien, 浯溪, 浯溪镇) är en häradshuvudort i Kina. Den ligger i provinsen Hunan, i den södra delen av landet, omkring 210 kilometer sydväst om provinshuvudstaden Changsha. Wuxi ligger 94 meter över havet och antalet invånare är 174 363. Befolkningen består av 87 957 kvinnor och 86 406 män. Barn under 15 år utgör 17,0 %, vuxna 15-64 år 74 %, och äldre över 65 år 7,0 %.
Runt Wuxi är det tätbefolkat, med 383 invånare per kvadratkilometer. Wuxi är det största samhället i trakten. Trakten runt Wuxi består till största delen av jordbruksmark.
Genomsnittlig årsnederbörd är 1 625 millimeter. Den regnigaste månaden är maj, med i genomsnitt 227 mm nederbörd, och den torraste är oktober, med 33 mm nederbörd.